# Mgama
Mgama ist ein Verwaltungsbezirk (englisch Ward) des Distrikts Iringa in der tansanischen Region Iringa.

## Geografie
Mgama liegt im südlichen Hochland von Tansania etwa 30 Kilometer Luftlinie südwestlich der Regionshauptstadt Iringa. Der Bezirk grenzt im Nordwesten an Masaka, im Norden an Mseke und Lyamgungwe, im Osten an Ukumbi, im Südosten an Kibengu, im Südwesten an Ifunda und im Westen an Lumuli. Bei der Volkszählung 2022 lebten 14.937 Menschen in 3869 Haushalten auf einer Fläche von 216 Quadratkilometern.

## Gliederung
Der Bezirk besteht aus sechs Gemeinden (swahili Mtaa) mit 45 Orten (Kitongoji):
| Ibumila - Kipengele - Gezaulole - Makete A - Makete B - Ibumila A - Ibumila B - Mlenge A - Mlenge B - Kilimanjaro | Lwato - Lwato A - Lwato B - Kilewela - Lugololelo B | Ilandutwa - Ndolela - Lugofu - Mayugi - Nyakatule A - Lugololelo A - Nyakatule B | Mgama - Mgama A - Mgama B - Kihesa - Myombwe - Mbalamo - Isombe - Wangama - Katenge A - Katenge B - Msichoke - Mhagati - Wilolesi | Itwaga - Ikanavanu - Itwaga - Nunumala - Ilyango A - Ilyango B | Ihemi - Njiapanda - Kilimahewa - Kilimanjaro - Winome - Mfaranyaki - Ihemi A - Kifumbi - Igunga - Mjimwema |

## Wirtschaft und Infrastruktur
- Bildung: Die Mgama Secondary School ist eine staatliche weiterführende Schule, die Tagesschüler bis zur 4. Stufe ausbildet.[8]
- Gesundheit: In der Gemeinde Mgama liegt ein staatliches Gesundheitszentrum,[9] in Ibumila,[10] Ilandutwa,[11] Itwaga[12] und Ihemi[13] jeweils eine Apotheke.
- Straße: Durch den Nordwesten des Bezirks verläuft die asphaltierte Nationalstraße T1.[14]